# Hajdúböszörmény
Hajdúböszörmény [ˈhɒjduːbøsørmeːɲ] (deutsch: Betschermen) ist eine ungarische Stadt mit rund 30.000 Einwohnern. Sie liegt nordwestlich von Debrecen und gehört zum Komitat Hajdú-Bihar. Nach Debrecen ist sie die zweitgrößte Stadt im Komitat und die größte Stadt  und Verwaltungssitz des Kreises Hajdúböszörmény. Durch die Stadt führt die Hauptstraße 35.

## Geographie
Hajdúböszörmény grenzt an folgende Städte und Gemeinden:
| Görbeháza     | Hajdúdorog Hajdúnánás                       | Téglás      |
|               | Kompassrose, die auf Nachbargemeinden zeigt | Hajdúhadház |
| Balmazújváros |                                             | Debrecen    |

Die Entfernung zur Hauptstadt Budapest beträgt 186 km, der Komitatssitz Debrecen liegt 17 km entfernt.

## Bevölkerung
Im Jahr 2020 hatte die Stadt Hajdúböszörmény 30 117 Einwohner.
Bei der Volkszählung im Jahr 2011 gaben 85,8 % an, Ungarn zu sein. Die größte Minderheit in der Bevölkerung stellten die Roma mit 2,2 % dar. 14,1 % der Befragten gaben auf die Frage keine Auskunft.
Außerdem fühlte sich mit 36,6 % der größte Anteil der Bevölkerung zum Zeitpunkt der Befragung keiner Religion zugehörig. 26,8 % waren Reformierte, dazu kamen 4,5 % Griechisch-Katholische und 4,0 % Römisch-Katholische. 25,7 % der Befragten antworteten nicht auf die Frage nach der Konfession.

## Sehenswürdigkeiten

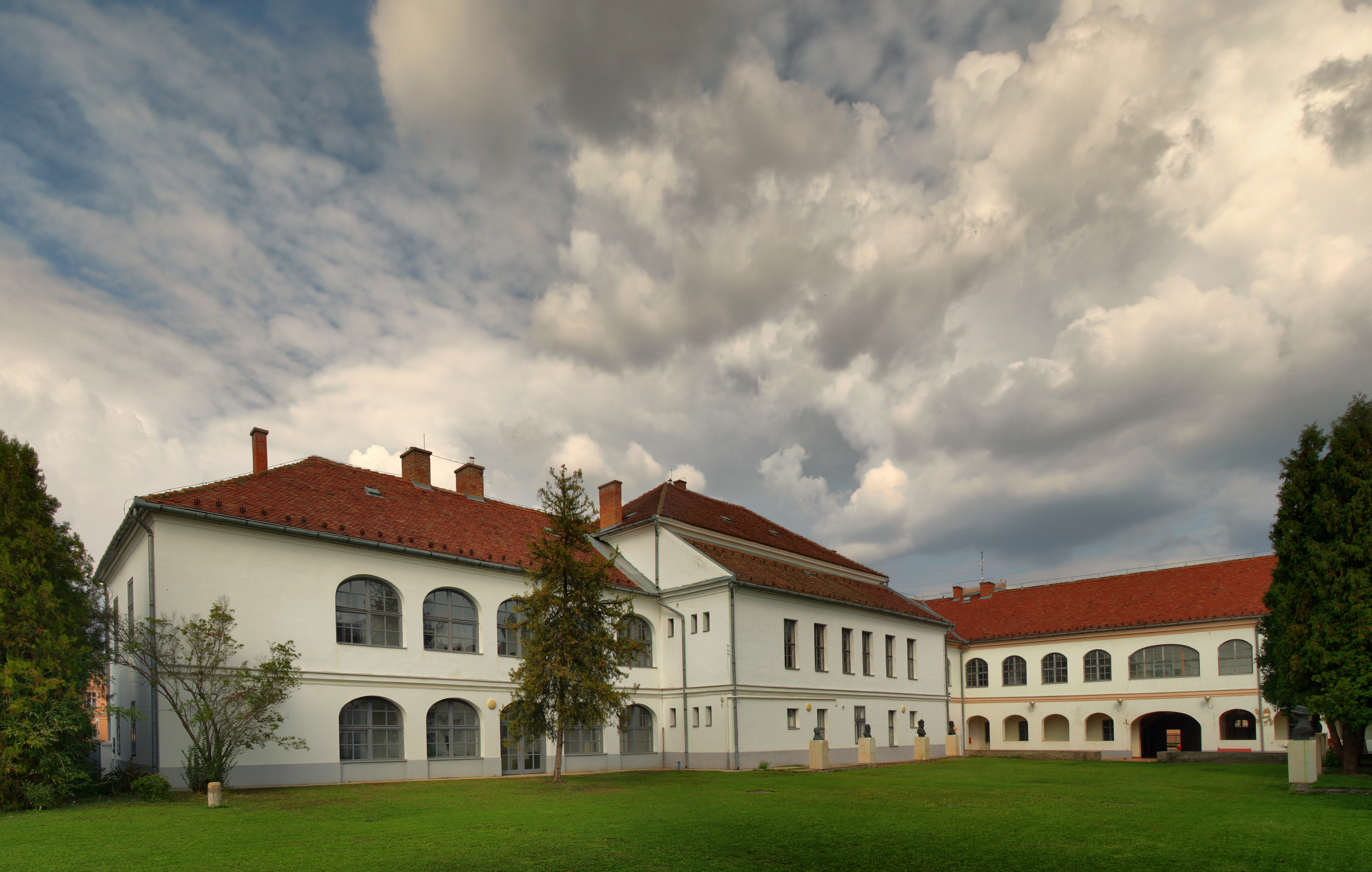
Sitz des ehemaligen Komitats Hajdú

Das herausragendste Baudenkmal der Stadt ist das älteste öffentliche Gebäude des Komitats, in dem sich der Sitz des ehemaligen Komitats Hajdú befand. Bekannt ist die Ortschaft auch wegen ihres Thermalheilbads (Bocskai Gyógyfürdő). Auf dem Hauptplatz (Bocskai tér) des Ortes ist dem Fürsten István Bocskai die Statue „Tanzender Hajduk“ gewidmet.
Weitere Sehenswürdigkeiten sind:
- Hajdukenmuseum
- Káplár Haus  – mit der Gemäldesammlung von Miklós Káplár
- Reformierte Kirche (am Bocskai tér) ursprünglich 15. Jh.,  Barockturm, Umbauten von  Károly Gerster in den Jahren von 1850 bis 1867, von 1880 bis 1882 Umbau im Romantikstil mit Stadtwappen an der Wand
- István Bocskai Gymnasium. Gebäude aus dem Jahre 1864, ebenfalls Romantik
- Rathaus

## Verkehr
Die Stadt Hajdúböszörmény liegt an der Hauptstraße 35 und an der Autobahn M35. Außerdem besitzt sie einen Bahnhof an der Bahnstrecke Debrecen–Tiszalök mit der Kursbuchnummer 109. Auch der nördlich der Stadt gelegene Bahnhof Hajdúvid befindet sich noch auf dem Gemeindegebiet von Hajdúböszörmény.

## Städtepartnerschaften
Hajdúböszörmény unterhält aktuell 9 Partnerschaften.
- Berehowe
- Harkány
- Joseni
- Kraśnik
- Montesilvano
- Salonta
- Siilinjärvi
- Trogir
- Újrónafő